# Coalition (album)
Coalition – pierwszy studyjny album polskiego zespołu Coalition, wydany w 2001 roku przez Shing Records.
Album został nagrany w Studio Serakos w 2001. Realizatorem był Robert Srzednicki, a mastering wykonał Grzegorz Piwkowski.

## Lista utworów
1. Ja I Ty
2. Granice
3. Dzień
4. Sam
5. Śmiech Głupców
6. Na Krawędzi
7. Taki Jak Ty
8. Wygrać Nowe Życie
9. Dystans
10. Dla Ciebie Słowa
11. Być Sobą
12. Powietrze

## Twórcy
- Marcin "Czaja" Czajka – gitara (Sunrise, 100 Inch Shadow)
- Zbyszek – śpiew
- Grzegorz "Dżordż" – gitara basowa (Ztvörki)
- Mikołaj "Miko" – gitara (Ztvörki)
- Arek Lerch – perkusja (Transmisja, Sto % Bawełny, Ssaki, Sunrise, 100 Inch Shadow)